# Wat Sanghathan

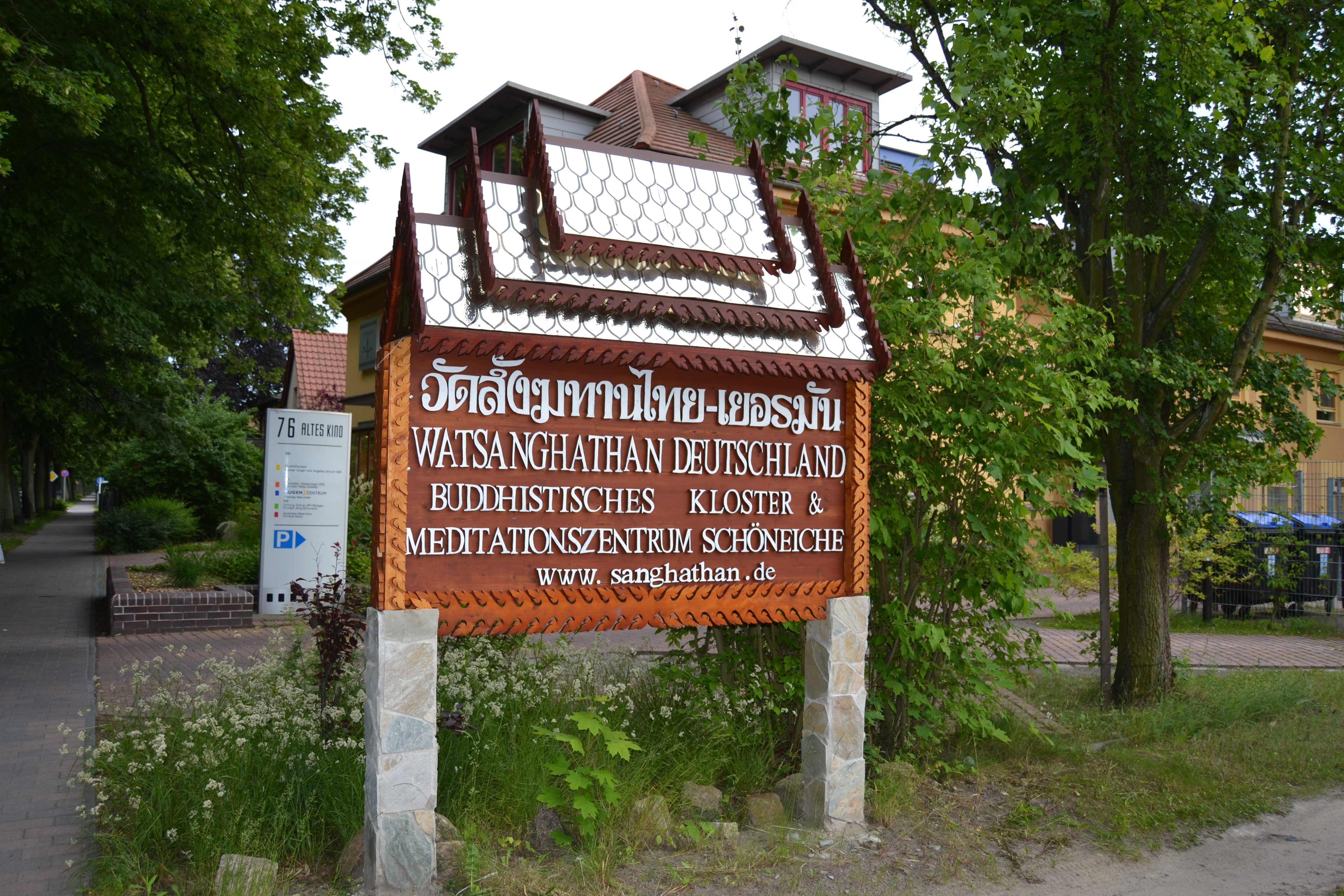
Klostereingang

Wat Sanghathan ist ein buddhistisches Kloster und öffentliches Meditationszentrum in Schöneiche bei Berlin. Es gehört zum Theravada-Buddhismus.

## Geschichte

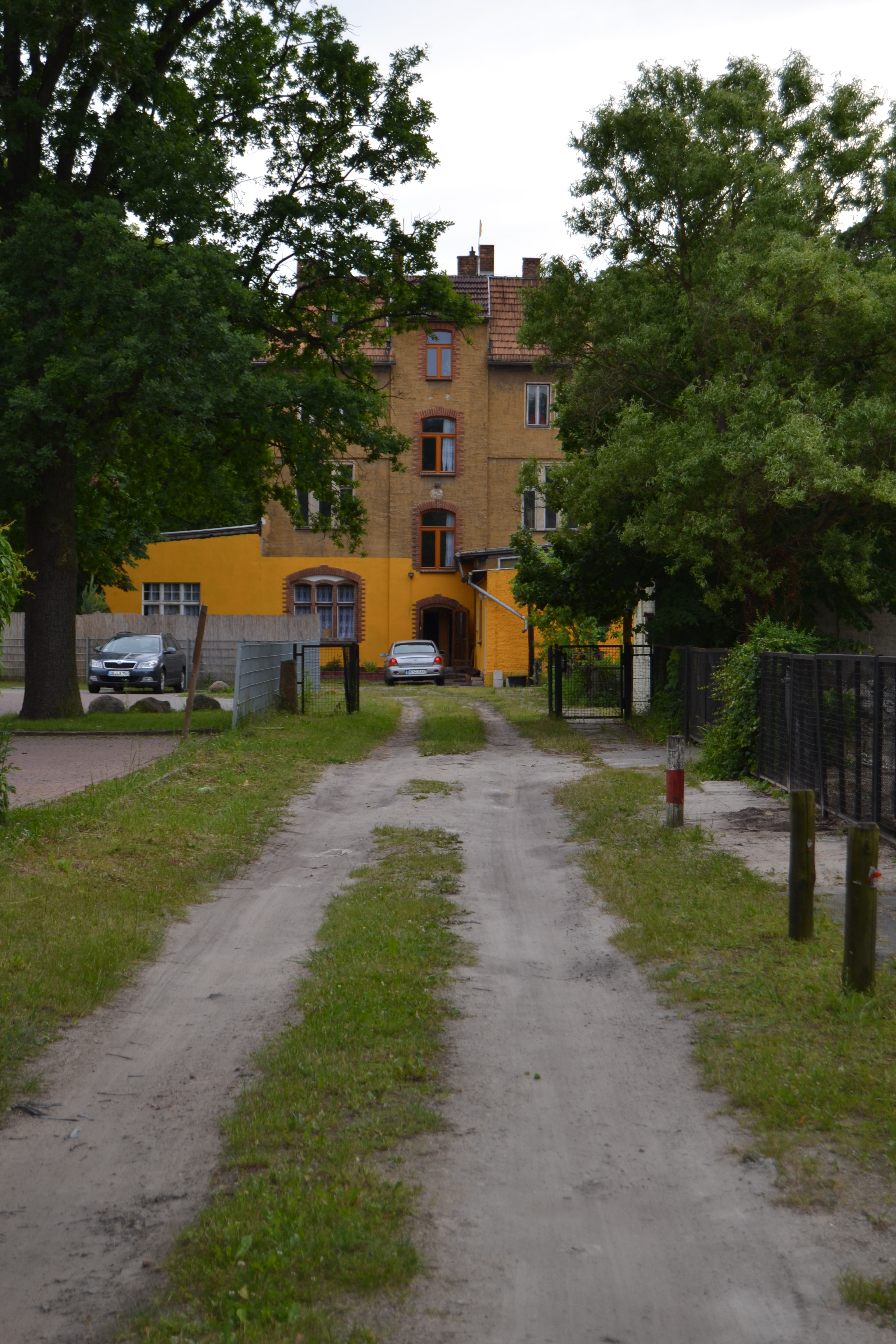
Klostergelände

Das Kloster wurde 2010 im ehemaligen Hortgebäude der Gemeinde Schöneiche gegründet. Es ist eine Zweigstelle des gleichnamigen Klosters „Wat Sanghathan“ in Bang Phai in der Nähe von Bangkok.
In der Anfangszeit lebten in dieser Zweigstelle fünf Mönche, darunter ein Deutscher.
Die Mönche praktizieren nach den strengen Regeln des Theravada (Vinayapitaka), so dürfen sie bspw. nur das essen, was gespendet wurde. In den ersten Jahren waren die Mönche und ihre Unterstützer damit befasst, das ausgebrannte Gebäude wieder instand zu setzen. Mittlerweile ist das Gebäude intakt und voll funktionsfähig.
Das Kloster dient als Aufenthaltsort für Mönche des thailändischen Hauptklosters, die zeitweise in Deutschland leben. 2015 überreichte der Abt Phra Rachata der Gemeinde Schöneiche eine Spende für die Flüchtlinge im Ort.